# نیکولو لاتزاری
نیکولو لاتزاری (ایتالیایی: Niccolò Lazzari) تدوین‌گر اهل ایتالیا است. بین سال‌های ۱۹۴۰ تا ۱۹۶۶ وی در بیش از ۳۰ فیلم همکاری نمود؛ از جمله در فیلم نئورئالیستی ویتوریو دسیکا، واکسی (۱۹۴۶). وی در تعدادی از فیلم‌های به کاگردانی کارمینه گالونه نیز همکاری نمود.

## فیلم‌شناسی
- ترانه مادر (۱۹۳۷)
- عاشقم باش، آلفردو! (۱۹۴۰)
- نخستین عشق (۱۹۴۱)
- شهبانوی ناوارا (۱۹۴۲)
- اودسا در میان شعله‌ها (۱۹۴۲)
- عشق‌های حزن‌انگیز (۱۹۴۳)
- تمام رم در برابر او لرزید (۱۹۴۳)
- ترانهٔ زندگی (۱۹۴۵)
- واکسی (۱۹۴۶)
- تمام رم در برابر او لرزید (۱۹۴۶)
- افسانه فاوست (۱۹۴۹)
- نیروی سرنوشت (۱۹۵۰)
- مسالینا (۱۹۵۱)
- چرخ‌وفلک ناپل (۱۹۵۴)
- مؤسسه ریکوردی (۱۹۵۴)
- توسکا (۱۹۵۶)